# Owl City
Owl City — синті-поповий проєкт американського музиканта Адама Янга. Почав створювати музику в підвалі їх батьків, страждаючи від безсоння. Черпав натхнення з європейської музики диско та інших ґатунків електронної музики. Після випуску двох незалежних альбомів, у 2009 році Owl City підписав контракт з лейблом Universal Republic, альбом «Ocean Eyes» (2009) став золотим у США, а сингл «Fireflies» два тижні очолював Billboard Hot 100.

## Дискографія
Студійні альбоми
- Maybe I'm Dreaming (2008)
- Ocean Eyes (2009)
- All Things Bright and Beautiful (2011)

EP
- Of June (2007)

Сингли
- Fireflies
- Vanilla Twilight
- Umbrella Beach
- Hot air Baloon
- To the Sky
- Peppermint Winter